# EC 3.5
Le groupe EC3.5 rassemble des enzymes appartenant à la famille des hydrolases. Elles ont pour particularité de catalyser des réactions d'hydrolyse dans des molécules possédant un carbone et un azote liés par liaison simple, double ou triple.
À la différence des peptidases (groupe EC3.4), ces enzymes n'interviennent pas sur les liaisons peptidiques mais sur les groupements attachés à un atome d'azote non peptidique ou sur des bases nucléotidiques. Elles jouent un rôle principalement dans la régulation de la biosynthèse des protéines et dans le métabolisme de certains acides aminés.
On les divise en quatre groupes.
- Les amidases, qui coupent au niveau d'un groupe amide suivant la réaction

- Les déiminases qui catalysent les réactions

- Les désaminases qui catalysent la réaction

- Les nitrilases qui catalysent la réaction